# Allez-Hop
Allez-Hop är en opera, egentligen en mimberättelse (racconto mimico), med musik av Luciano Berio efter en text av Italo Calvino från 1952-59. 

## Bakgrundshistoria
Berio visar i redan i sin första opera att han inte viker undan för de allvarliga världskonflikterna, men han undviker också pekpinnar och ett alltför bedrövat tonfall, och använder sig istället av humor och ironi. Verket varar ca 28 minuter och hade sin premiär 21 september 1959 på Teatro la Fenice i Venedig.

## Roller
- Mezzosopran
- Åtta mimare

## Handling
Handlingen utspelas i en fantasivärld. En loppa har flytt från en loppcirkus och hamnar på en officiell politisk mottagning. Loppan ansätter politikerna så till den grad att de drivs till att förklara varandra krig. När kriget är över och det åter är fred, ter sig världen så långtråkig för loppcirkusens ägare, att han medvetet släpper ut ett av sina småkryp. Därmed kan alltsammans börja om från början.